# Orkanger
Orkanger ist eine Stadt in der norwegischen Kommune Orkland in der Provinz (Fylke) Trøndelag. Die Stadt stellt das Verwaltungszentrum von Orkland dar. Unter dem Namen Orkanger/Fannrem bildet die Stadt einen Tettsted und hat 9161 Einwohner (Stand: 1. Januar 2024). Von Juli 1920 bis Ende 1962 war Orkanger eine eigenständige Kommune.

## Geografie
Orkanger/Fannrem ist ein sogenannter Tettsted, also eine Ansiedlung, die für statistische Zwecke als eine städtische Siedlung gewertet wird. Fannrem macht den südlichen Teil des Tettsteds aus. Die Stadt Orkanger liegt südwestlich der Stadt Trondheim am Orkdalsfjorden, einem südlichen Arm des Trondheimfjords. Durch das Tal Orkdalen fließt die Orkla von Süden kommend auf die Stadt zu und mündet im Norden der Stadt in den Fjord.

## Geschichte
Die Entwicklung der heutigen Stadt Orkanger wurde durch die Lage an der Orkla begünstigt. Die Orkla war lange Grundlage für die Fischerei und die Flößerei. Ab 1654 wurde der Hafen von Orkanger als Ausgangspunkt für die weitere Verschiffung der in der Løkken gruve abgebauten Rohstoffe genutzt. In der in der Nähe der Ortschaft Løkken Verk gelegenen Grube wurden bis 1987 unter anderem Kupfer und Kies abgebaut.
Zunächst bestand Orkanger aus den beiden Küstensiedlungen Nærviksøra und Hovsøra. Für die beiden Orte wurde ab Mitte des 17. Jahrhunderts der gemeinsame Name Orkedalsøren eingeführt. Dieser Name hatte bis 1920 Bestand, als zum 1. Juli durch die Abspaltung von Orkdal die Kommune Orkanger entstand. Die neu gegründete Kommune hatte 1715 Einwohner und eine Fläche von rund 7 km². Die Kommune umfasste fast nur den Ort selbst und der Name Orkanger ging auf den Ort über. Im Jahr 1963 wurde Orkanger erneut Teil der Kommune Orkdal mit Orkanger als neuem Verwaltungssitz. Orkdal ging zum 1. Januar 2020 im Zuge der landesweiten Kommunalreform in der neu gegründeten Kommune Orkland auf.
Um das Jahr 1980 wuchs Orkanger mit der Ortschaft Fannrem zusammen. Das statistische Zentralbüro (Statistisk sentralbyrå) begann schließlich die beiden Orte als einen Tettsted zu werten. Im Jahr 2013 wurde auch der frühere Tettsted Gjølme Teil des Tettsteds Orkanger/Fannrem. Das Kommunalparlament von Orkdal verabschiedete im Jahr 2014 den Beschluss, dass Orkanger den Stadtstatus erhalten solle. Dieser Status kann von norwegischen Kommunen selbst vergeben werden und hat keine rechtlichen Auswirkungen mehr.

## Wirtschaft und Infrastruktur

### Verkehr
In Ost-West-Richtung führt die Europastraße 39 (E39) durch die Stadt. In Richtung Osten stellt die E39 die Anbindung an die Stadt Trondheim her. Entlang der Orkla führt von Orkanger aus der Fylkesvei 65 in den Süden. Die Straße führt unter anderem zum Ort Svorkmo.

### Wirtschaft
Orkanger gilt als Handels- und Industriezentrum. Bedeutende Industriezweige sind die metallverarbeitende Industrie, die Lebensmittelindustrie, die Holzindustrie sowie die chemische Industrie. Der Hafen von Orkanger gehört zum Hafen von Trondheim und ist ein Knotenpunkt für die Offshore-Erdölindustrie. Zudem werden in Orkanger Stück- und Massengüter verladen. Das Krankenhaus von Orkanger (Orkdal sjukehus) ist einer der größten Arbeitgeber der Region. Die Lokalzeitung Sør-Trøndelag wird in der Stadt herausgegeben.

## Kirchen
Die Orkanger kirke ist eine Holzkirche aus dem Jahr 1892. Sie wurde vom Architekten Christian Thams entworfen. In Fannrem steht die Orkdal kirke. Diese wurde 1893 fertiggestellt.

## Name
Der Name der Stadt leitet sich von der Orkla ab. Der Namensbestandteil -anger stammt von -angr ab und steht für „Bucht“ oder „Fjord“. Die Einwohner der Stadt werden – bedingt durch den früheren Namen Orkdalsøra und dessen lokale Kurzform Øra – auch Ørbygg genannt.